# Грабар Сергій Володимирович
Сергі́й Володи́мирович Гра́бар (12 квітня 1954 року, Київ) — український письменник і перекладач, сценарист, джазмен.

## Біографія
Народився в Києві. Закінчив українське відділення філологічного факультету Київського педагогічного інституту. Деякий час викладав у школі. Працював у видавництві «Наукова думка», пізніше — упродовж 15 років — працював у Києво-Печерській лаврі. 1992 року перейшов на роботу до Генеральної дирекції з обслуговування іноземних представництв. З лютого 2004 р. — заступник генерального директора Державного підприємства «Національна туристична організація». З 2005 р. — виконавчий директор Української будівельної асоціації, з 2011 року — виконавчий директор Конфедерації Будівельників України, з 2014 року — директор з комунікаційних зв'язків КБУ, з 2016 року — Голова Президії Громадської спілки «Всеукраїнська асоціація джазу». Член редакційної колегії часопису «Київ». Автор статей і публіцистичних матеріалів з питань історії, культури, релігії, літератури, музики, живопису. З лютого 2011 року член Національної спілки письменників України.
З 2002 року Засновник та Генеральний Продюсер Міжнародного джазового фестивалю «Єдність»-«Unity». За 19 років виступило 1020 музикантів з 32 країн.
Автор терміна та жанру — «Джазочитання».

## Творчість

### Поезія
- «Натхнення» (Київ: Такі справи, 1999)
- «Пелюстки надії» (Київ: Видавничий Дім Дмитра Бураго, 2002)
- «Твоє ім'я» (Київ: Видавничий Дім Дмитра Бураго, 2006)

### Проза
- «Від першої особи», притчі (Київ: Видавничий Дім Дмитра Бураго, 2000)
- «Християнські святині Києва» (разом з В. Киркевичем), нарис-путівник (Київ: Держінформтур, 2001)
- «Стан душі», новели, притчі (Київ: Амадей, 2004)
- «Сецесії», новели (Київ: Факт, 2007)
- «Притчі», новели (Івано-Франківськ: Тіповіт, 2008)
- «Вибір», новели (Тернопіль: Джура, 2009)
- «Кава Меланж, новели» (Київ: Факт, 2009)
- «Метаморфози», есеї (Київ: Грані-Т, 2010)
- «Ремінісценції», новели (Київ: Український письменник, 2011)
- «Три кольори спокуси», новели, притчі, історії (Київ: Ярославів Вал, 2013)
- «Дзеркало», новели (Івано-Франківськ: Мантикора, 2015)
- «Ритуал», новели (Київ: Ярославів Вал, 2015)
- «Джаз для тебе», новели (Київ: Видавничий Дім Дмитра Бураго, 2018)
- «Святополк ІІ Ізяславович», роман (журнальний варіант, журнал «Київ» № 7-12, 2020)
- «Святополк ІІ Ізяславович», роман (Харків: Фоліо, 2021)
- «Привіт із Києва», (разом з Г. Михайловим, В. Бисовим, О. Бакумовим), фотоальбом (Харків: Дім Реклами, 2021)
- «Катарсис», новели, оповідання, притчі (Львів: «Піраміда», серія «Приватна колекція», 2023)

### Переклади іноземними мовами
- 2004 — книжка новел «Від першої особи» хорватською мовою «Od Prve Osobe» (Загреб: Na Uskrs).
- 2005 — книжка новел «Стан душі» азербайджанською мовою «Ruhun Aynasi»(Baki: Vektor).
- 2007 — книжка новел «Стан душі» вийшла в Ірані мовою фарсі(Tebriz: Parlak Danulduzu Kulturen).
- 2008 — книжка новел «Хазри» російською мовою (Баку: Вектор).
- 2009 — книжка новел «Сецесії» німецькою мовою (Ausburg: Verlag an der Wertach).
- 2009 — книжка новел «Сецесії» російською мовою (Санкт-Петербург: Алетея).
- 2009 — книжка новел «Хазрі» азербайджанською мовою «Xezri» (Baki: Vektor).
- 2011 — книжка новел «Кава Меланж» російською мовою у перекладі Олени Мордовіної (Москва: Игра слов).
- 2012 — книжка новел «Поводир» грузинською мовою (Тбілісі: Кавказький дім).

### Переклади

#### З турецької
- Метін Туран «Меджнун сльозами ніжить голубінь води», поезії (Київ: «Видавничий Дім Дмитра Бураго», 2005)
- Ісмаїл Бозкурт «Можливо, одного дня», роман (Київ-Тернопіль: «Джура», 2007)

#### З азербайджанської
```
Ельчін Іскандерзаде «Фарби часу», поезії (Київ: «Видавничий Дім Дмитра Бураго», 2006)
```

- Анар «Білий Овен, Чорний Овен», роман (Київ: Ярославів Вал, 2015)

### Сценарії
- «Клара та чарівний Дракон», повнометражний мультфільм (режисер Ол. Клименко, студія «Image Pictures», 2019)
- «Київ, любов моя», документальний фільм (режисер М.Мащенко, студія «Контакт», 2001)
- «Сім кроків у майбутнє», документальний фільм (режисер М. Мащенко, студія «Контакт», 1999)

## Премії та нагороди
- Лауреат 5-го Міжнародного кінофестивалю «Вітер мандрів»
- Лауреат премії ім. Івана Огієнка (2000)
- Лауреат Міжнародної літературної премії ім. Шахлара Акперзаде (Азербайджан, 2005).
- книжка «Ruhun Aynasi»(«Стан душі») була визнана «Книгою року» Міжнародною Академією вивчення тюркського світу (Анкара, Туреччина, 2006).
- Лауреат Міжнародної літературної премії імені Великого князя Юрія Долгорукого (Росія, 2009).
- Лауреат премії імені Дмитра Нитченка (2012).
- Премія «Срібна летяча пір'їна» на VII Міжнародному фестивалі поезії «Славянска прегръдка» (Болгарія, 2013).
- Премія «Український національний олімп» (2013).
- Премія ім. Івана Корсака (2023).